# Янси (Янцзян)
Янси́ (кит. упр. 阳西, пиньинь Yángxī, буквально: «запад [уезда] Ян[цзян]») — уезд городского округа Янцзян провинции Гуандун (КНР).

## История
Во времена империи Суй в 598 году был создан уезд Янцзян (阳江县), названный по реке Моянцзян. В 649 году была создана Эньчжоуская область (恩州), власти которой разместились в уезде Янцзян. Во времена империи Сун в 1042 году Эньчжоуская область была переименована в Наньэньскую область (南恩州). После основания империи Мин Наньэньская область была в 1368 году расформирована, а уезд Янцзян был подчинён Чжаоцинской управе.
Во времена империи Цин уезд Янцзян в 1867 году был поднят в статусе и стал Янцзянской непосредственно управляемой областью (阳江直隶州), в подчинение властям которой перешли уезды Янчунь, Кайпин и Эньпин. В 1870 году Янцзянская непосредственно управляемая область была преобразована в Янцзянский непосредственно управляемый комиссариат (阳江直隶厅), а уезды Янчунь, Кайпин и Эньпин вернулись в подчинение властям Чжаоцинской управы. В 1906 году Янцзянский непосредственно управляемый комиссариат вновь стал Янцзянской непосредственно управляемой областью, в подчинение властям которой перешли уезды Янчунь и Эньпин. После Синьхайской революции в Китае была проведена реформа структуры административного деления, в результате которой области были упразднены, поэтому в 1912 году территория, напрямую управлявшаяся властями Янцзянской области, вновь стала уездом Янцзян.
После вхождения этих мест в состав КНР уезд Янцзян вошёл в состав Специального района Юэчжун (粤中专区). В 1952 году административное деление провинции Гуандун было изменено: были расформированы специальные районы, и уезд вошёл в состав Административного района Юэси (粤西行政区). В 1955 году было принято решение об упразднении административных районов, и в 1956 году уезд вошёл в состав нового Специального района Чжаньцзян (湛江专区).
4 ноября 1958 года уезды Янчунь и Янцзян были объединены в уезд Лянъян (两阳县), но 25 марта 1961 года уезд Лянъян был вновь разделён на уезды Янчунь и Янцзян.
В 1970 году Специальный район Чжаньцзян был переименован в Округ Чжаньцзян (湛江地区).
В сентябре 1983 года округ Чжаньцзян был расформирован, и уезд перешёл в состав городского округа Цзянмэнь.
Постановлением Госсовета КНР от 7 января 1988 года уезды Янчунь и Янцзян были выделены из городского округа Цзянмэнь в отдельный городской округ Янцзян; уезд Янцзян был при этом расформирован, а на его территории были созданы уезд Янси и районы Цзянчэн и Яндун.

## Административное деление
Уезд делится на 8 посёлков.

## Экономика
Вдоль побережья расположены офшорные ветряные электростанции (совместный проект компаний China Three Gorges Corporation и China Three Gorges Renewables Group). 